# کاومون
کاومون (انگلیسی: Kumon) شرکت خدمات آموزش ژاپنی است، که در سال ۱۹۵۸ تأسیس شد.